# Nave San Rocco
Nave San Rocco település Olaszországban, Trento megyében. Lakosainak száma 1406 fő (2018. január 1.). Nave San Rocco Lavis, Mezzolombardo, San Michele all’Adige és Zambana községekkel határos.

## Népesség
A település népességének változása:

| 2017 | 1 391 |
| 2018 | 1 406 |